# Fronteras del Brasil

Amazonia Azul, zona económica exclusiva de Brasil.

Las fronteras de la República Federativa de Brasil son los límites internacionales que este país comparte con los países vecinos. Brasil es el país más grande de América del Sur y limita con todos los países de dicho subcontinente, a excepción de Chile y Ecuador. Brasil tiene fronteras con diez países diferentes, con un total de 16.885 kilómetros de línea fronteriza, que lo sitúan en el tercer lugar de países con fronteras internacionales terrestres más largas, tras China y Rusia.

## Historia

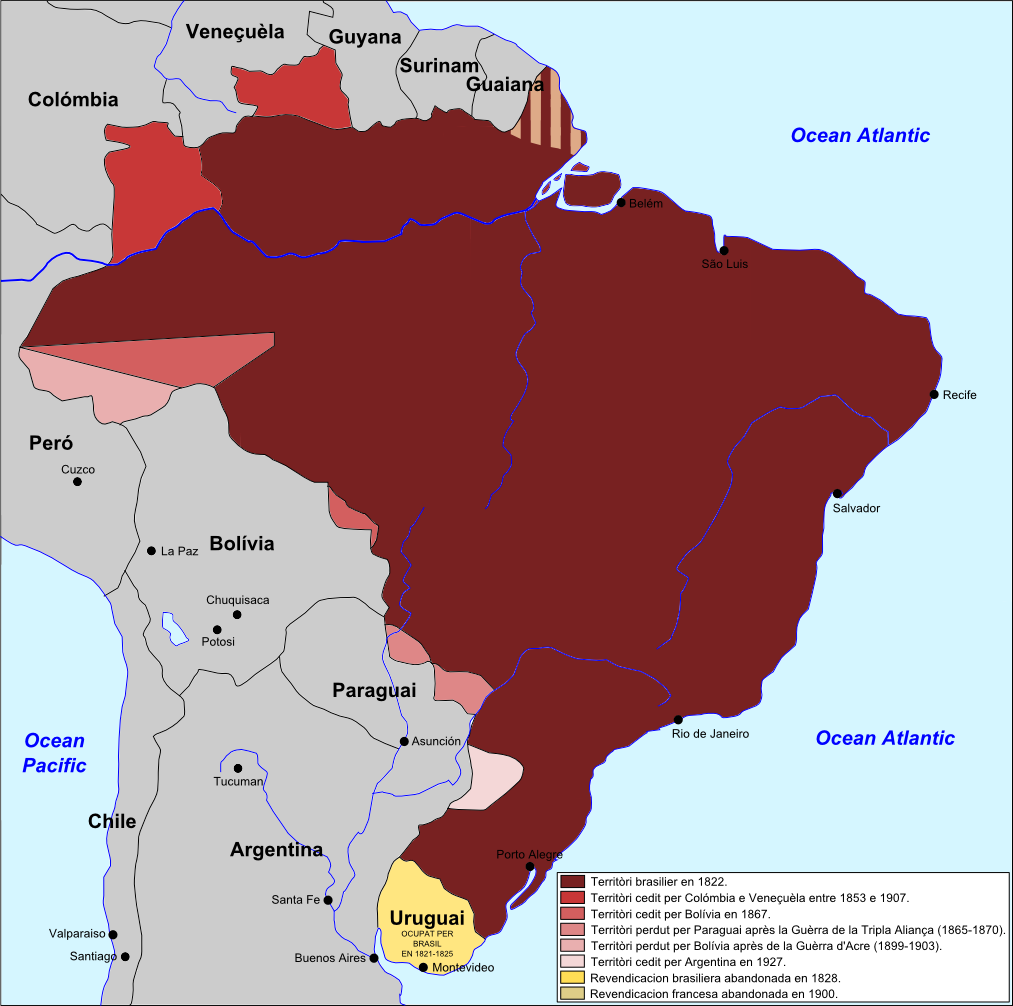
Evolución territorial del Brasil desde el al.

Cuando Brasil obtuvo su independencia en 1822, las fronteras eran las resultantes de los diversos tratados establecidos entre las colonias españolas y las portuguesas. Las fronteras del Brasil colonial también evolucionaron desde el tratado de Tordesillas en 1494, estableciendo la frontera entre las posesiones portuguesas y españolas a 370 leguas al oeste de las islas de Cabo Verde (meridiano que hoy se sitúa en 46° 37' oeste). El tratado de Madrid de 1750 modificó en gran medida las fronteras portuguesas, desplazándolas hacia el oeste, hasta la cordillera de los Andes. La guerra guaraní fue consecuencia del desplazamiento de las poblaciones indígenas vinculadas al tratado.
Después de la independencia, el Imperio del Brasil se propuso aplicar una política de expansión que resultó en una sucesión de tratados, la gran mayoría a favor de Brasil, con sus vecinos.
- Nueva Granada (luego Colombia)

1826, 1853, 1868/1870 y 1880/1882. Brasil expande su región amazónica.
1907: Tratado Vásquez Cobo-Martins.
1928: Tratado García Ortiz-Mangabeira.
- Venezuela

1859: Se define la frontera de Cucuí en el Monte Roraima.
- Guayana Francesa

1900: Arbitraje resultante de la disputa franco-brasileña. Brasil recupera el territorio del río Araguari en Oyapock.
- Perú

1851: Convención Fluvial sobre Comercio y Navegación y Parcial Acuerdo de Límites entre Perú y Brasil
1909: Tratado de Río de Janeiro.
- Bolivia

1867: Tratado de Ayacucho. Brasil anexa la parte nororiental del territorio de Acre y la margen derecha del río Paraguay.
1903: Tratado de Petrópolis. Brasil anexa todo el territorio de Acre.
- Paraguay

1870: Fin de la guerra de la Triple Alianza. Brasil tenía pretensiones en parte del territorio paraguayo, y firma en 1872 con Paraguay el Tratado Loizaga-Cotegipe, anexando más territorio.
- Argentina

1890 y 1895: Laudo sobre la cuestión de Palmas, en beneficio de Brasil.
- Uruguay

1825: Tratado de Montevideo. Pérdida de la provincia Cisplatina y reconocimiento de la República Oriental del Uruguay.

## Disputas de frontera

### Con Bolivia
- Isla de Guajará-mirim (nombre brasileño), o isla Suárez (nombre boliviano), una isla fluvial en el río Mamoré es reclamada tanto por Bolivia como por Brasil.

### Con Uruguay
- Una región triangular, llamada Rincón de Artigas (Rincão de Artigas, en portugués), es reivindicada por Uruguay que está en control de facto de Brasil. La disputa se debe a un desacuerdo sobre qué flujo debería llamarse Arroyo de la Invernada y formar la frontera oficial entre los dos países.
- Isla Brasilera, una isla fluvial en la confluencia del río Quaraí y del río Uruguay, en la frontera entre Argentina, Brasil y Uruguay, la isla es reclamada por Uruguay pero esta de facto en posesión de Brasil.

## Listado de fronteras
A continuación las fronteras están listadas por país, empezando desde el norte y corriendo hacia la izquierda alrededor de Brasil en el sentido contrario a las agujas del reloj, desde la Guayana Francesa hasta Uruguay.
| País                       | Longitud (km) | Artículo                          | Estados brasileros fronterizos                      | Ríos fronterizos | Travesías de frontera |
| -------------------------- | ------------- | --------------------------------- | --------------------------------------------------- | --- | --- |
| Francia (Guayana Francesa) | 649           | Frontera entre Brasil y Francia   | Amapá                                               | • Río Oiapoque | • Puente Binacional Franco-Brasileño |
| Surinam                    | 515           | Frontera entre Brasil y Surinam   | Amapá · Pará                                        | | |
| Guyana                     | 1 308         | Frontera entre Brasil y Guyana    | Pará · Roraima                                      | • Río Tacutu • Río Maú | • Puente del río Tacutu |
| Venezuela                  | 2 137         | Frontera entre Brasil y Venezuela | Amazonas · Roraima                                  | • Río Negro | • Rodovia BR-174, puerto de la ciudad brasileña de Pacaraima |
| Colombia                   | 1 790         | Frontera entre Brasil y Colombia  | Amazonas                                            | • Río Içá • Río Japurá • Río Apaporis • Río Taraira • Río Papurí • Río Vaupés • Río Içana • Río Cuiari • Río Negro • Río Amazonas | |
| Perú                       | 2 659         | Frontera entre Brasil y Perú      | Acre · Amazonas                                     | • Río Acre • Río Javari • Río Juruá • Río Amazonas • Río Santa Rosa • Río Purus                                                   | • Puente de la Integración Brasil-Perú • Paralelo 10 Sur |
| Bolivia                    | 3.403         | Frontera entre Brasil y Bolivia   | Acre · Mato Grosso · Mato Grosso del Sur · Rondonia | • Río Guaporé • Río Paraguay • Canal Tamengo • Lago Mandioré • Río Madeira • Río Mamoré • Río Abunã • Río Acre                    | • El puente Binacional Wilson Pinheiro liga la ciudad boliviana de Cobija y la ciudad brasileña de Brasiléia • Las ciudades adyacentes de Cobija (en el lado boliviano) y Epitaciolândia (en el lado brasileño) • La Zona de Frontera Corumbá-Puerto Suárez |
| Paraguay                   | 1 371         | Frontera entre Brasil y Paraguay  | Mato Grosso del Sur · Paraná                        | • Río Paraguay • Río Paraná • Río Apa                                                                                             | • Central de Itaipú • Puente Internacional de la Amistad • La vecina ciudad brasileña de Foz do Iguaçu y la ciudad paraguaya Ciudad del Este |
| Argentina                  | 1 263         | Frontera entre Brasil y Argentina | Paraná · Río Grande del Sur · Santa Catarina        | • Río Uruguay • Río Peperi-Guaçu • Rio Santo Antônio • Cataratas del Iguazú • Río Iguazú                                          | • Puente Internacional de la Fraternidad • Puente Internacional de la Integración • Puente Internacional Uruguayana-Paso de los Libres • Puente Internacional Comandante Rosales, sobre el rio Pepiri-Guazu, 8 km al oeste de la ciudad brasileña Paraíso • la ciudad argentina adyacente de Bernardo de Irigoyen y la ciudad brasileña de Dionísio Cerqueira • Puente Internacional Comandante Andresito • Un puente sobre el río San Antonio, ligando a ciudad brasileña de Santo Antônio do Sudoeste y la ciudad argentina de San Antonio                                             |
| Uruguay                    | 1 050         | Frontera entre Brasil y Uruguay   | Río Grande del Sur                                  | • Río Uruguay • Arroyo Chuy • Laguna Merín • Río Jaguarão • Rio São Luis • Río Quaraí • Río Negro                                 | • Puente Internacional Barón de Mauá • Las ciudades adyacentes de Chuí (en el lado brasileño) y Chuy (en el lado uruguayo) • Las ciudades brasileña y uruguaya denominadas Aceguá • La ciudad uruguaya adyacente Rivera y la ciudad brasileña Santana do Livramento • Un puente sin nombre sobre el rio Quaraí conectando la ciudad uruguaya de Artigas y la ciudad brasileña de Quaraí • Puente Internacional Bella Unión - Barra do Quaraí, sobre el rio Quaraí, ligando la ciudad brasileña de Barra do Quaraí y la ciudad uruguaya Bella Unión que queda a unos 7 km de la frontera. |